# اورلانکا (استان پودلاسکی)
اورلانکا (به لهستانی:  Orlanka) یک روستا در لهستان است که در گمینا بیلسک پودلاسکی واقع شده‌است.